# Lauvsnes
Lauvsnes is een plaats in de Noorse gemeente Flatanger, provincie Trøndelag. Lauvsnes telt 439 inwoners (2007) en heeft een oppervlakte van 0,64 km².